# La Trilogie de l'empire
La Trilogie de l’empire (titre original : Empire Trilogy) est une trilogie coécrite par Raymond E. Feist et Janny Wurts. Ces romans de fantasy racontent l'histoire de l'ascension au pouvoir de Mara, fille de la maison des Acoma de la planète Kelewan. L'histoire se déroule parallèlement à l'univers de fiction de Midkemia créé par Raymond E. Feist pour la série Les Chroniques de Krondor, et plusieurs personnages communs aux deux séries y interviennent.

## La série
Cette série comprend trois tomes :
1. Fille de l'empire, 2000 ((en) Daughter of the Empire, 1987)Écrit avec Janny Wurts.
2. Pair de l'empire, 2001 ((en) Servant of the Empire, 1990)Écrit avec Janny Wurts.
3. Maîtresse de l'empire, 2004 ((en) Mistress of the Empire, 1992)Écrit avec Janny Wurts.

## Histoire
Dans un monde médiéval et pauvre en métal, le seigneur de guerre de l'empire tsurani de la planète Kelewan lance une grande invasion de la planète Midkemia, à travers une faille créée par de puissants magiciens et qui relie les deux mondes. 

### Fille de l'empire
Ce premier tome raconte la période s'étendant de la jeunesse à la phase adulte de Mara des Acoma. Il sert d'introduction au monde de Kelewan, axé en particulier sur la rivalité placée entre les Acoma et les Minwanabi, et les subtilités du Jeu du Conseil.
Le père et le frère de Mara de la Maison Acoma trouvent la mort sur Midkemia, à la suite d'une trahison orchestrée par la maison Minwanabi. Les derniers guerriers Acoma survivants viennent chercher la jeune Mara, qui se préparait à entrer dans les ordres religieux, pour en faire leur souveraine. Elle hérite d'une maison affaiblie et menacée par de puissants ennemis.
Pour survivre, Mara recourt à des solutions inhabituelles, hors des limites de la Tradition dont les règles rigides régissent l'empire de Tsuranuanni depuis des millénaires. Afin de reconstruire les rangs décimés de l'armée Acoma, elle recrute ainsi des guerriers gris, des soldats déshonorés et traditionnellement bannis de toute Maison. Elle noue aussi une alliance avec le peuple guerrier insectoïde cho-ja, afin d'accueillir une de leurs fourmilières sur ses terres.
Ayant déclaré une guerre de sang avec la maison Minwanabi responsable de la mort de son père et de son frère, Mara neutralise son deuxième adversaire le plus dangereux en arrangeant son mariage politique avec le benjamin des Anasati, Buntokapi. Sans éducation et violent, Buntokapi maltraite Mara pour la soumettre, et s'affirmer comme le nouveau seigneur des Acoma. Mara donne naissance à un fils, puis pousse son mari vers ses penchants les plus primitifs, pour le manipuler et reconquérir la direction de la maison Acoma. Elle le conduit ainsi à insulter gravement son père et le seigneur de guerre, et Buntokapi est contraint de se suicider pour expier cette offense. Mara redevient la souveraine des Acoma en tant que régente de son fils, et obtient ainsi la neutralité de son beau-père Anasati. 
À la fin du livre, Mara parvient à déjouer les plans de Jingu, le seigneur de la maison Minwanabi, et le conduit à se suicider afin de laver son honneur. Elle remporte ainsi une grande victoire au jeu du conseil, s'attire la considération de ses pairs et la bienveillance du Seigneur de guerre.

### Pair de l'empire
Bien que Pair de l'empire continue les chroniques de l'ascension au pouvoir de Mara, le roman introduit plus en profondeur la société tsurani. 
Dans ce second roman, les croyances et valeurs de Mara sont mises à mal par sa rencontre avec Kevin de Zhûn, un esclave Midkemian qu'elle rachète. Celui-ci devient son amant, et sa vision de Tsuranuanni par son regard d'étranger, ses valeurs et concepts inconnus d'elle, remettent lentement en question ses propres valeurs et sa façon de penser.
Mara poursuit sa guerre de sang contre la famille Minwanabi, maintenant dirigée par Desio, fils de Jingu. Il est soutenu par son cousin Tasaio, responsable du stratagème ayant conduit à la mort le père et le frère de Mara. Ils fomentent un plan visant à envoyer Mara se battre dans le désert au sud de l'empire, et de l'y défaire par les armes avec l'aide des peuplades indigènes. Grâce à ses guerriers Cho-ja et les idées novatrices de Kevin, Mara remporte une grande victoire, fait alliance avec le seigneur de la puissante maison Xacateca, et signe un traité de paix avec les tribus du désert.
Mara évolue au sein d'une période troublée de l'empire, où s'affronte le Conseil, le seigneur de guerre et l'Empereur. La tentative ratée de paix entre les midkemians et l'Empereur tourne au désastre. La plupart des héritiers des grandes familles et de nombreux grands seigneurs disparaissent, et l'Empereur est discrédité. Desio trouve ainsi la mort sur Midkemia, et Tasaio devient le nouveau seigneur des Minwanabi. Il convoite le titre de Seigneur de guerre, et poursuit la guerre de sang contre Mara, mais toutes ses tentatives échouent. 
Mara devient le seigneur de guerre de son clan. La paix est finalement conclue avec les Midkemians, et Mara libère Kevin contre sa volonté, afin qu'il puisse vivre libre et retourner sur Midkemia. Mais elle lui cache aussi qu'elle est enceinte de lui. Elle permet à l'Empereur de régner effectivement sur l'empire et de supprimer le titre de Seigneur de guerre. L'assemblée des Très Puissant interdit toute attaque Minwanabi contre Mara des Acoma, qui obtient le titre légendaire de Pair de l'empire qui la rend sacro-sainte et membre de la famille impériale par adoption.
Tasaio des Minwanabi choisit de détruire toute sa famille et de se donner la mort afin de respecter le pacte de sang proféré par son défunt cousin. Mara obtient de l'empereur les terres et le château des Minwanabi où elle s'installe avec son nouvel époux, Hokanu des Shinzawai.

### Maîtresse de l'empire
Mara des Acoma subit de multiples tentatives d'assassinats de la part de la secte d'assassins du Tong Hamoï. L'une d'elles entraine la mort de son premier fils, qu'elle a eu avec Buntokapi des Anasati. Ce meurtre provoque le rassemblement autour du Seigneur des Anasati des mécontents au nouveau régime de l'empire tsurani maintenant dirigé par l'Empereur. Il entraine aussi une confrontation entre Mara des Acoma et les Très Puissants sorciers, gardiens de la tradition, qui se mêlent de plus en plus de politique.
Mara provoque la destruction du Tong Hamoï grâce à son maitre espion Arakasi. Elle donne naissance à une petite fille, mais elle ignore qu'elle est devenue stérile, et ne peut donner à son époux l'héritier mâle qu'il espère, ce qui provoque des tensions entre eux. Elle fait la découverte d'une cité Cho-ja où ce peuple insectoïde vit libre et pratique la magie. Elle obtient leur soutien, et promet de libérer d'un ancien Traité injuste les Cho-ja vivant dans l'empire.
Les armées se rassemblent après l'assassinat de l'Empereur, et Mara parvient à installer sur le trône son second fils qu'elle a eu avec Kevin de Zun. Elle devient sa régente et reçoit le titre de Maîtresse de l'empire. Ses actions libèrent aussi les Cho-ja, et les Très Puissants perdent leur indépendance : ils sont à nouveau soumis aux lois de l'empire. À la fin du roman, elle retrouve Kevin de Zun, envoyé comme ambassadeur du Royaume des îles de Midkemia, et père naturel du nouvel Empereur tsurani.

## Influence de la culture nipponne
La description de la société de Tsuranuanni, de sa culture et le Jeu du Conseil, semblent profondément influencés par la culture japonaise et coréenne.
Le Seigneur de Guerre, qui agit et commande sous les ordres de l'Empereur, est similaire au titre de shogun du Japon féodal. La place de l'Empereur ainsi que son titre, Lumière du Ciel, sont aussi directement empruntés des coutumes japonaises.
La notion d'honneur qui règne sur les maisons ainsi que le suicide rituel sont comparables aux notions de bushido et seppuku. La secte d'assassins Tongs semble inspirée des ninjas. Les guerriers gris rappellent les rōnin japonais. La majorité des noms sont à consonance japonaise et sont facilement prononçables en phonétique japonaise.